# Opereta
Opereta (tal. mala opera) glazbeno je scensko djelo vedrog i zabavnog ugođaja. Obično opisuje uljepšane i naivne životne priče te ljubavne zgode sretnog završetka. U operetama svi se nesporazumi i zapleti uspješno riješe i niti jedan glavni lik nikad ne umire. Operete uvijek imaju sretni završetak. Opereta je jednostavnija od opere i uz glazbene obiluje i plesnim točkama koje povezuju govoreni dijalozi. 

### Zabavni glazbeno-scenski žanr
Opereta je nastala sredinom 19. stoljeća u Parizu kao laganija i lepršavija verzija opére comique. Utemeljio ju je Hervé (Florimond Ronget), a razvio Jacques Offenbach. Veoma popularnu bečku operetu, na temeljima kako francuske operete, tako i bečkoga Singspiela (glazbenog igrokaza, koji je do umjetničkih vrhunaca doveo Mozart Čarobnom frulom), utemeljio je Franz von Suppè, Dalmatinac iz Splita, a nakon njega taj žanr prihvaćaju Karl Millöcker, te Johann Strauss mlađi, te mnogi drugi, među njima i Ivan pl. Zajc, a u 20. stoljeću Franz Lehár.
Operete pripadaju zabavnoj glazbi svog doba, a njihove plesne točke popularnim društvenim i revijskim plesovima (valcer, polka, can-can). Orkestar je znatno manji nego u operi i pratnja je pjevačima i baletu. Unatoč lakoći glazbe, opereta nije jednostavna za izvođače i traži svestrane umjetnike koji moraju biti podjednako dobri pjevači, glumci i plesači.

### Operetni skladatelji iz Hrvatske
Najpoznatiji su:
- Franz von Suppè (1819. – 1895.) - Die schöne Galathée (Lijepa Galateja), Boccaccio
- Ivan pl. Zajc (1832. – 1914.) - Mannschaft an Bord (Momci na brod)
- Srećko Albini (1869. – 1933.) - Barun Trenk
- Ivo Tijardović (1895. – 1976.) - Mala Floramye, Spli'ski akvarel

### Opereta u Parizu
Najznačajniji skladatelj u Parizu bio je Jacques Offenbach (1819. – 1880.). Imao je vlastito kazalište u kojem je prikazivao svoje brojne operete. Prema riječima jednog suvremenika na njegove melodije plesala je cijela Francuska. Najpoznatija je opereta Orfej u podzemlju, koja dio svoje slave duguje tada modernom plesu can-canu.
Can-can, ples popularan u noćnim lokalima pariškog predgrađa, zbog slobodnih pokreta bio je zabranjivan, što je samo povećalo zanimanje za njim.

### Opereta u Beču
Nakon Pariza opereta osvaja i Beč. Vodeći skladatelj bečke operete bio je Johann Strauss mlađi. Njegova poznata opereta Šišmiš tradicionalno se izvodi u Beču i mnogim drugim kazalištima za Novu Godinu.
Neki od najpoznatijih skladatelja bečke operete su:
- Franz von Suppè
- Karl Millöcker
- Johann Strauss mlađi
- Franz Lehár